# 二重振り子

二重振り子のアニメーション
ルンゲ＝クッタ法による数値計算より

二重振り子（にじゅうふりこ、英: double pendulum）は振り子の先にもうひとつの振り子を連結したもの。振り子を一旦揺らすと、カオスと呼ばれる極めて複雑で非周期的な運動が発生することで知られている。実物を比較的手軽に製作可能なことから、カオス現象の紹介や入門としての演示実験によく使用される。

## 運動方程式

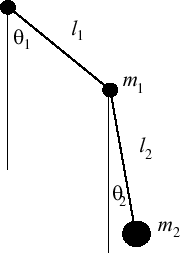
振子の腕の先端に質点がある場合の二重振り子形式図

二重振り子の運動方程式はラグランジュ関数を用いて導出される場合が多い。各振り子の腕は剛体、連結部での摩擦や空気抵抗のような減衰は無い、外力は働かない自由振動とすれば、以下のような運動方程式が得られる。
それぞれの振子の腕の先端に質点が存在するモデル（単振り子を連結したモデル）の運動方程式を示す。
{\displaystyle (m_{1}+m_{2})l_{1}{\ddot {\theta }}_{1}+m_{2}l_{2}{\ddot {\theta }}_{2}\cos(\theta _{1}-\theta _{2})+m_{2}l_{2}{\dot {\theta }}_{2}^{2}\sin(\theta _{1}-\theta _{2})+(m_{1}+m_{2})g\sin \theta _{1}=0}
{\displaystyle l_{1}l_{2}{\ddot {\theta }}_{1}\cos(\theta _{1}-\theta _{2})+l_{2}^{2}{\ddot {\theta }}_{2}-l_{1}l_{2}{\dot {\theta }}_{1}^{2}\sin(\theta _{1}-\theta _{2})+gl_{2}\sin \theta _{2}=0}
ここで、θ1、θ2：各振り子角、m1、m2：各質量、l1、l2：各振り子長さ、g：重力加速度で、˙は時間tによる1階微分、¨はtによる2階微分を表す。
一方、それぞれの振子の腕の中間に質点が存在するモデル（物理振り子を連結したモデル）の運動方程式を示す。
{\displaystyle (m_{1}+4m_{2})l_{1}{\ddot {\theta }}_{1}+2m_{2}l_{2}{\ddot {\theta }}_{2}\cos(\theta _{1}-\theta _{2})+2m_{2}l_{2}{\dot {\theta }}_{2}^{2}\sin(\theta _{1}-\theta _{2})+(m_{1}+2m_{2})g\sin \theta _{1}=0}
{\displaystyle l_{2}{\ddot {\theta }}_{2}+2l_{1}{\ddot {\theta }}_{1}\cos(\theta _{1}-\theta _{2})-2l_{1}{\dot {\theta }}_{1}^{2}\sin(\theta _{1}-\theta _{2})+g\sin \theta _{2}=0}
ここで、2l1、2l2：各振り子長さで、他は上記の単振り子連結モデルと同じである。どちらのモデルも力学系の解析ではよく扱われる。
これらの系の運動状態は、{\displaystyle \theta _{1}}、{\displaystyle \theta _{2}}、{\displaystyle {\dot {\theta }}_{1}}、{\displaystyle {\dot {\theta }}_{2}}の4つの変数で一意に決定される。しかし、これらの運動方程式の理論解析は困難なため、運動状態を得るにはコンピュータによる数値解析が行われる。変数の時間発展を得るためにルンゲ＝クッタ法などが使用される。
簡単のために状態を限定すれば厳密解を得ることもでき、振り子の振り幅が小さい範囲として、なおかつm1 = m2 = m、l1 = l2 = lとすれば、運動は2つの固有振動の足し合わせで表され、それぞれの固有振動数ω1、ω2は以下のように得られる。
{\displaystyle \omega _{1}={\sqrt {2-{\sqrt {2}}}}{\sqrt {\frac {g}{l}}}=0.765{\sqrt {\frac {g}{l}}}}
{\displaystyle \omega _{2}={\sqrt {2+{\sqrt {2}}}}{\sqrt {\frac {g}{l}}}=1.848{\sqrt {\frac {g}{l}}}}

## 実物による教材

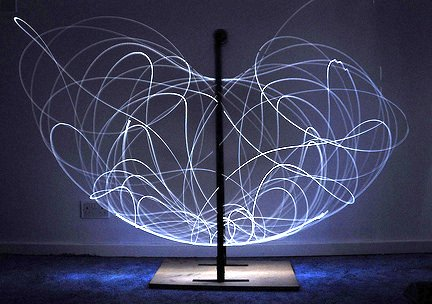
二重振り子先端に付けたLEDランプ軌道の長時間露光写真

カオス運動を行う二重振り子の実物を比較的簡単に製作できることから、カオス理論入門のための講義用教材として二重振り子が採り上げられることが多い。カオスの命名の一人である数学者のジェームズ・ヨーク(James A. Yorke)も、初心者向け講義で実物の二重振り子を教材に使用していた。よく運動する実物の製作にあたっては、二重振り子の運動エネルギーをできるだけ減衰させない工夫が必要となる。例えば、連結部分で大きな摩擦が発生しないようベアリングを入れたり、滑りの良いプラスティック素材を使用するなど工夫が採られる。ビデオカメラによる撮影を行うときは、振り子先端にLEDライトなどを取り付けて振り子の軌道をより分かり易くする工夫も採られる。
その運動の視覚的面白さから、小中高校生向けに理科への興味を与える演示実験教材としても二重振り子がよく採り上げられる。公益法人や大学主催のテクノフェスタ、サイエンスフェスタで、実物の二重振り子を使用した演示実験が行われている。小学生を対象に簡易な二重振り子の製作・実演までを行う教材研究も行われており、これによるとほとんどの生徒が二重振り子の運動に興味を持ったなどの結果を得ている。